# Jaap Jan Vermeulen
Jaap Jan Vermeulen (1955) is een Nederlands plantentaxonoom, orchideeën- en molluskenspecialist en medewerker aan het Nationaal Herbarium Nederland.

## Levensloop
Vermeulen studeerde eerst geologie en paleontologie, maar behaalde zijn doctoraat in de plantentaxonomie aan de Universiteit van Leiden. Tot 2005 werkte hij als Senior Research Officer aan de Singapore Botanic Gardens. Momenteel (2009) is hij universitair docent verbonden aan de PITA-onderzoeksgroep (Plants of the Indopacific and Tropical Asia) bij het Nationaal Herbarium Nederland in Leiden.
Hij is een autoriteit als het gaat om Aziatische orchideeën, met belangrijk taxonomisch onderzoek rond de geslachten Bulbophyllum, Monomeria, Sunipia en Flickingeria, en het door P.O'Byrne en hemzelf beschreven geslacht Notheria. Daarbij heeft hij verscheidene nieuwe soorten orchideeën beschreven, onder meer Bulbophyllum lanuginosum, Bulbophyllum coweniorum, Flickingeria nazaretii en Notheria diaphana.
Verder is hij een van de auteurs van de Malesian Orchid Genera Illustrated, een geïllustreerde website van orchideeën van Malesië (een botanische regio bestaande uit Maleisië, Singapore, Indonesië, Brunei, de Filipijnen, Oost-Timor en Nieuw-Guinea).
Daarnaast is hij ook expert op het gebied van de terrestrische slakken van Zuidoost-Azië, en heeft daar onder meer de opmerkelijke soort Opisthostoma vermiculum beschreven.
Vermeulen staat ook bekend om de prachtige tekeningen die hij bij zijn beschrijvingen van nieuwe of bestaande soorten maakt.

## Boeken
- Jaap J. Vermeulen, 1991: Orchids of Borneo: Bulbophyllum v. 2. Bentham-Moxon Trust. ISBN 978-0-9504876-9-4

- Bibsys: 99060434
- Bibliothèque nationale de France: cb12399383b (data)
- Author citation (botany): J.J.Verm.
- CiNii: DA02923438
- Gemeinsame Normdatei: 173442897
- International Standard Name Identifier: 0000 0000 8297 8117
- Library of Congress Control Number: n86057937
- Nationale en Universitaire bibliotheek Zagreb: 000234162
- Nederlandse Thesaurus van Auteursnamen: 072817402
- ORCID: 0000-0002-8505-0319
- Système universitaire de documentation: 10887799X
- Virtual International Authority File: 110069873
- WorldCat: E39PBJxxgJ8PJr6dFGxkVMRBT3